# Fuentes de Duero
Fuentes de Duero es un despoblado español situado en el término municipal de La Cistérniga, en la provincia de Valladolid, comunidad autónoma de Castilla y León. Existió desde la Edad Media y fue un municipio con entidad propia, llegando a tener su propio ayuntamiento. Se conserva del poblado una iglesia y una torre de origen medieval. Actualmente es una finca privada y cuenta con la protección de la Declaración genérica del Decreto de 22 de abril de 1949, y la Ley 16/1985 sobre el Patrimonio Histórico Español.

## Geografía
Ubicación
Fuentes de Duero está situado en la zona central de la provincia de Valladolid. Su territorio está representado en la hoja MTN50 (escala 1:50 000) 372 del Mapa Topográfico Nacional.
| Noroeste: La Cistérniga   | Norte: Renedo de Esgueva | Noreste: Tudela de Duero |
| Oeste: Urb. La Corala     |                          | Este: Tudela de Duero    |
| Suroeste Herrera de Duero | Sur: Herrera de Duero    | Sureste: Tudela de Duero |

Orografía y paisaje

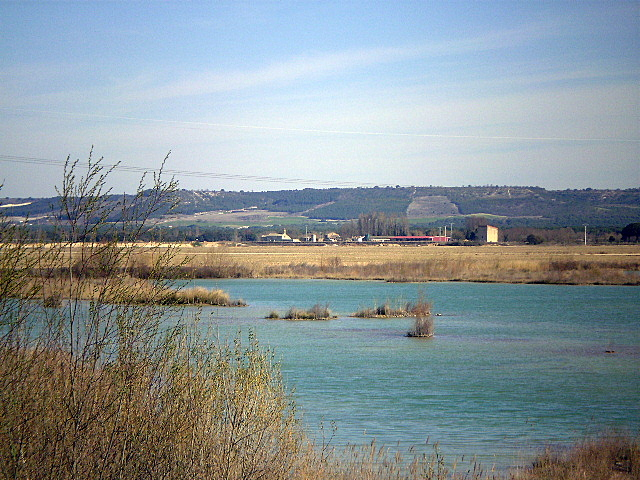
Fuentes de Duero desde el Canal del Duero, a la derecha se distingue la torre

El lugar se localiza en la zona central de la Cuenca del Duero, en una zona donde confluyen los valles del Pisuerga y del Duero, siendo característico en los mismos un relieve en graderío debido al sistema de terrazas fluviales. En el caso de Fuentes de Duero, se sitúa a orillas del Duero, a unos 700 m s. n. m., en un área donde el modelado plano favorece cauces estacionales o zonas endorreicas de poca profundidad. Los depósitos de su entorno, del periodo Cuaternario, presentan principalmente gravas cuarcíticas, componentes areno-limosos y arenas de cuarzo, típicas de esta zona central de la Cuenca. Son importantes los cultivos de regadío debido a la vega del Duero. El Canal del Duero transcurre por el término de Fuentes, algo alejado del poblado, apacible y con buena vegetación y arbolado.

## Historia
Perteneció al obispado de Palencia entre 1126 y 1214. En la catedral de Palencia se conserva un documento con fecha de 1203 que refleja un acuerdo entre el obispo y los milites de Fuentes; por este acuerdo el obispo se comprometía a no comprar más propiedades en el lugar con el fin de no interferir en los privilegios de la gente principal. Según se lee en el Libro de las Behetrías que mandó redactar el rey Pedro I de Castilla, Fuentes de Duero formaba parte de la Merindad del Infantazgo de Valladolid y el abad de la colegiata tenía diez vasallos. Los demás vasallos eran propiedad de Fernando Sánchez de Valladolid.
A principios del siglo XIX, Fuentes de Duero era un despoblado. En 1829 la propiedad de casi todo el término fue adquirida por el Conde de la Cortina, que roturó grandes extensiones, edificó un parador, una casa de labranza con bodega y panera y otras casas para guardas y dependientes, datando de esa fecha su repoblación. Así lo mencionaba Sebastián Miñano en su Diccionario geográfico y estadístico de España y Portugal, señalando que era despoblado de señorío, perteneciente a la provincia, partido y obispado de Valladolid, cuya población era de 8 vecinos, 32 habitantes. El mismo conde falleció en la localidad el 3 de abril de 1842. Tras la muerte del conde de la Cortina la finca fue vendida por sus familiares y pasó a ser propiedad de Juan Mata Sevillano y Fraile —militar, banquero y político—. En 1846 la reina Isabel II le otorgó el título de marqués de Fuentes de Duero.
A mediados del siglo XIX, Pascual Madoz, en su Diccionario geográfico-estadístico-histórico de España y sus posesiones de Ultramar, lo describe con ayuntamiento y perteneciente a la provincia, partido judicial, diócesis, audiencia territorial y capitanía general de Valladolid. Lo sitúa en un llano cerca de la ciudad, con buena ventilación y clima sano. Señala la existencia de 10 casas, distribuidas en dos zonas: la mitad en la margen derecha del Duero, rodeadas de arbolado, y la otra mitad en el camino entre Valladolid y Tudela de Duero, con un parador público, una fuente y una capilla. 

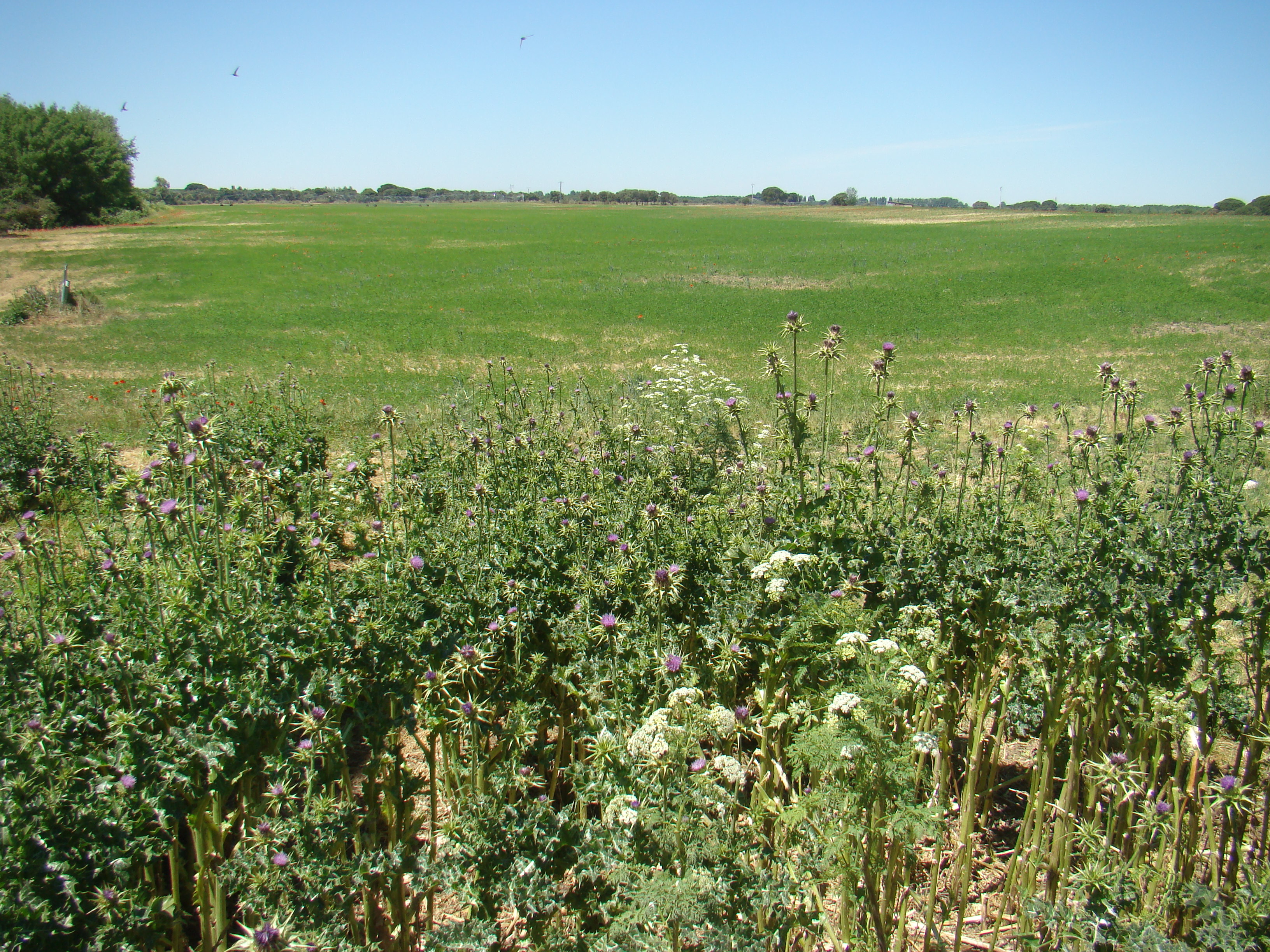
El entorno con vegetación y sembrados

Describe su terreno como llano y flojo, debido a la abundancia de sílice; hacia el norte menciona un cerro arbolado de encina y retama y de igual elevación que unos páramos contiguos, pero fuera de la jurisdicción de la localidad. Desde el cerro descienden hacia el Duero unas colinas que eran la mejor zona cultivable. En las zonas llanas había arbolado de pino albar, con pastos y huerta con árboles frutales. Producía vino, trigo, cebada, centeno, avena, garbanzos, muelas, guisantes, algarroba, habas y poca fruta, yerbas de pasto, madera y leñas de combustible; se criaba ganado lanar y vacuno para la labranza y había caza de perdices, liebres y conejos. Su industria era la agrícola y un carretero que se dedicaba a componer los aperos de labor. Su población era de 7 vecinos, 28 habitantes.

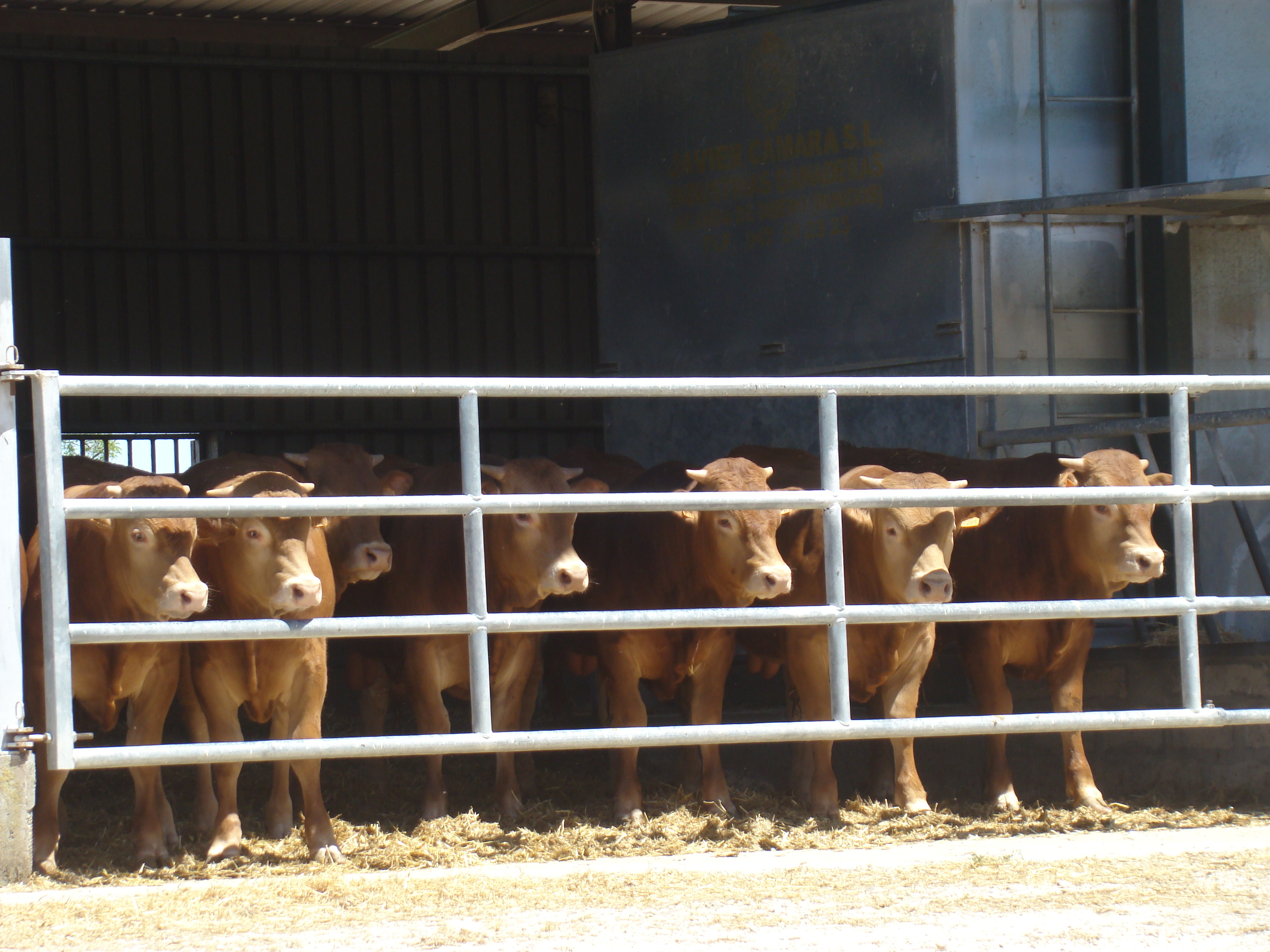
Granja agropecuaria

El 22 de julio de 2011 el TSJ de Castilla y León suspendía cautelarmente el acuerdo de 2009 de la Comisión Territorial de Urbanismo de Valladolid por el que se aprobó el PGOU de La Cistérniga en la finca Fuentes de Duero y en el cual se recalificaba la finca agrícola, pasando de suelo rústico con protección agropecuaria a suelo rústico común para permitir la legalización de una gravera en terrenos protegidos por las Directrices de Ordenación del Territorio de Valladolid y Entorno.

## Geografía humana

### Demografía
| Gráfica de evolución demográfica de Fuentes de Duero entre 1842 y 1857 |
| |
| Población de derecho según los censos de población del INE Población de hecho según los censos de población del INEEntre el censo de 1860 y el anterior, este municipio desaparece porque se integra en el municipio 47052 (Cistérniga) |

### Comunicaciones

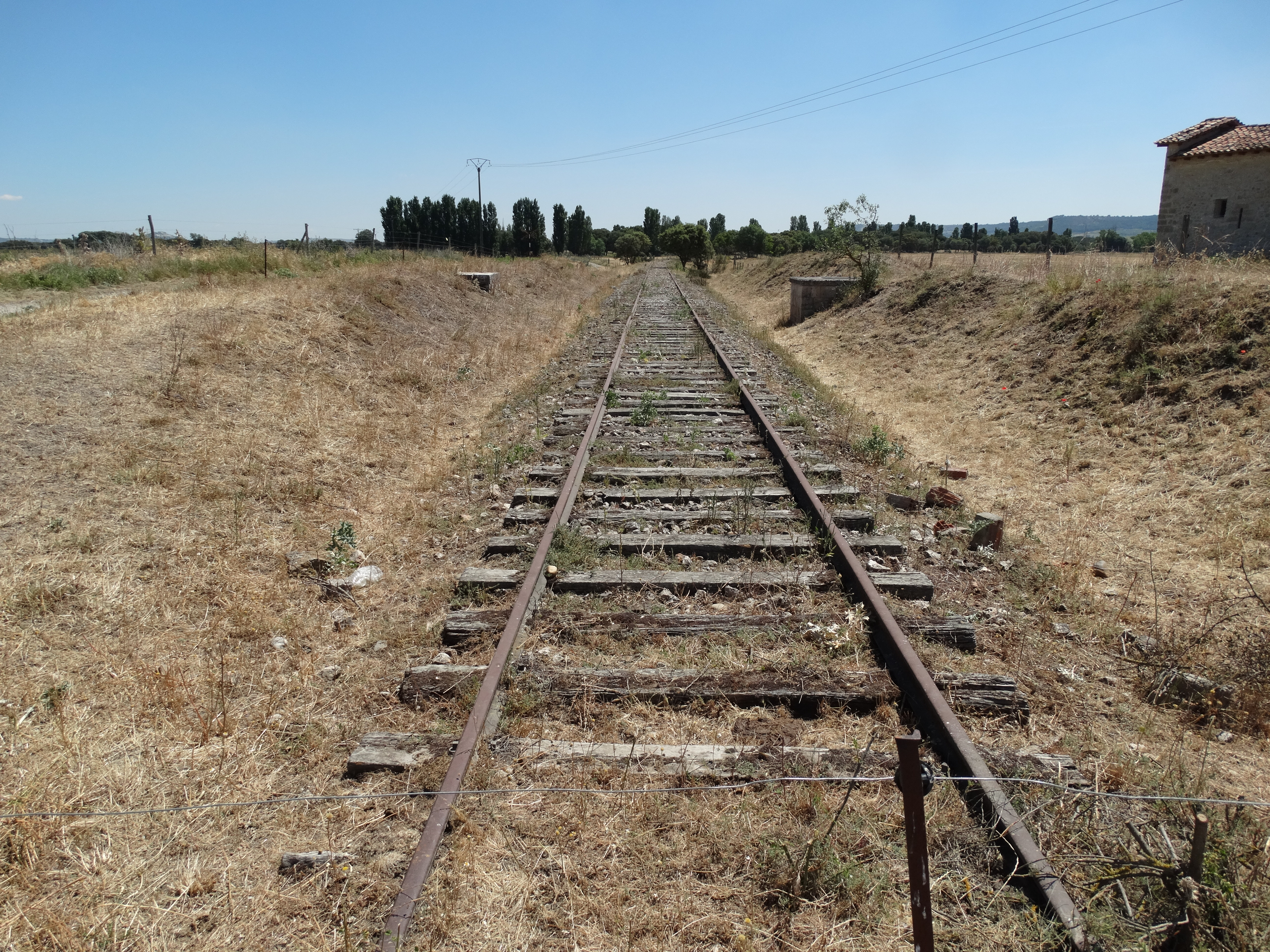
Vías obsoletas del ferrocarril Valladolid-Ariza

El ferrocarril Valladolid-Ariza pasaba por el límite de este poblado hasta que la línea fue cerrada a viajeros en 1985 y a mercancías en 1994. No tenía parada de estación pero su paso puede testimoniarse aún por las vías que se conservan —aunque en muchos tramos les ha invadido la maleza—, los postes del tendido eléctrico con los cables medio caídos y algunas señales de tráfico advirtiendo un paso a nivel sin barreras.
El despoblado se encuentra a 13 kilómetros de Valladolid capital, sin embargo ninguna carretera conduce a la localidad, sólo un camino que da acceso a terrenos colindantes. Aunque hoy en día pertenece al término de La Cistérniga, su acceso es más rápido y sencillo desde Tudela de Duero, ya que el cercado de las propiedades privadas ha dificultado el acceso.
Desde el municipio de Tudela de Duero, se toma la calle Fuentes (probablemente llamada así porque es la que conduce al despoblado) siguiéndola hasta abandonar la localidad, convirtiéndose en un camino de tránsito lento al tener varios badenes.Se extiende  durante 4 km hasta llegar al despoblado de Fuentes de Duero, situado al lado izquierdo. 
El recinto es una granja de propiedad privada, por lo que no se puede acceder. La puerta de acceso está situada tras la vía ferroviaria  abandonada Valladolid-Ariza. Dentro de la propiedad privada hay dos monumentos históricos que se pueden contemplar desde la valla que delimita la propiedad privada: la torre medieval y la pequeña iglesia románica que fue en su día la parroquia del poblado, además de restos de casas y un humilladero.

### Urbanismo
A principios del siglo XIX Fuentes de Duero era ya un despoblado. Como tal lo compró en 1829 Vicente Gómez de la Cortina y Salceda, conde de la Cortina. Roturó una gran extensión de la dehesa donde mandó edificar una casa de labranza, una panera o silo, unas buenas bodegas y viviendas para los nuevos colonos. Fue una repoblación completa. Edificó también un parador de carretera entre Tudela de Duero y La Cistérniga.

Durante todo el siglo XX el lugar de Fuentes se fue despoblando de nuevo hasta llegar a su ruina total. Solo quedaban en pie y como testigos del pasado la torre e iglesia románica. En el siglo XXI revivió como granja agropecuaria pero sin colonos que habitaran el espacio. Como edificios habitados existen una casa de guardeses y un gran establo para cría de terneros. El entorno es fértil y está cultivado.

Testimonio de un despoblado
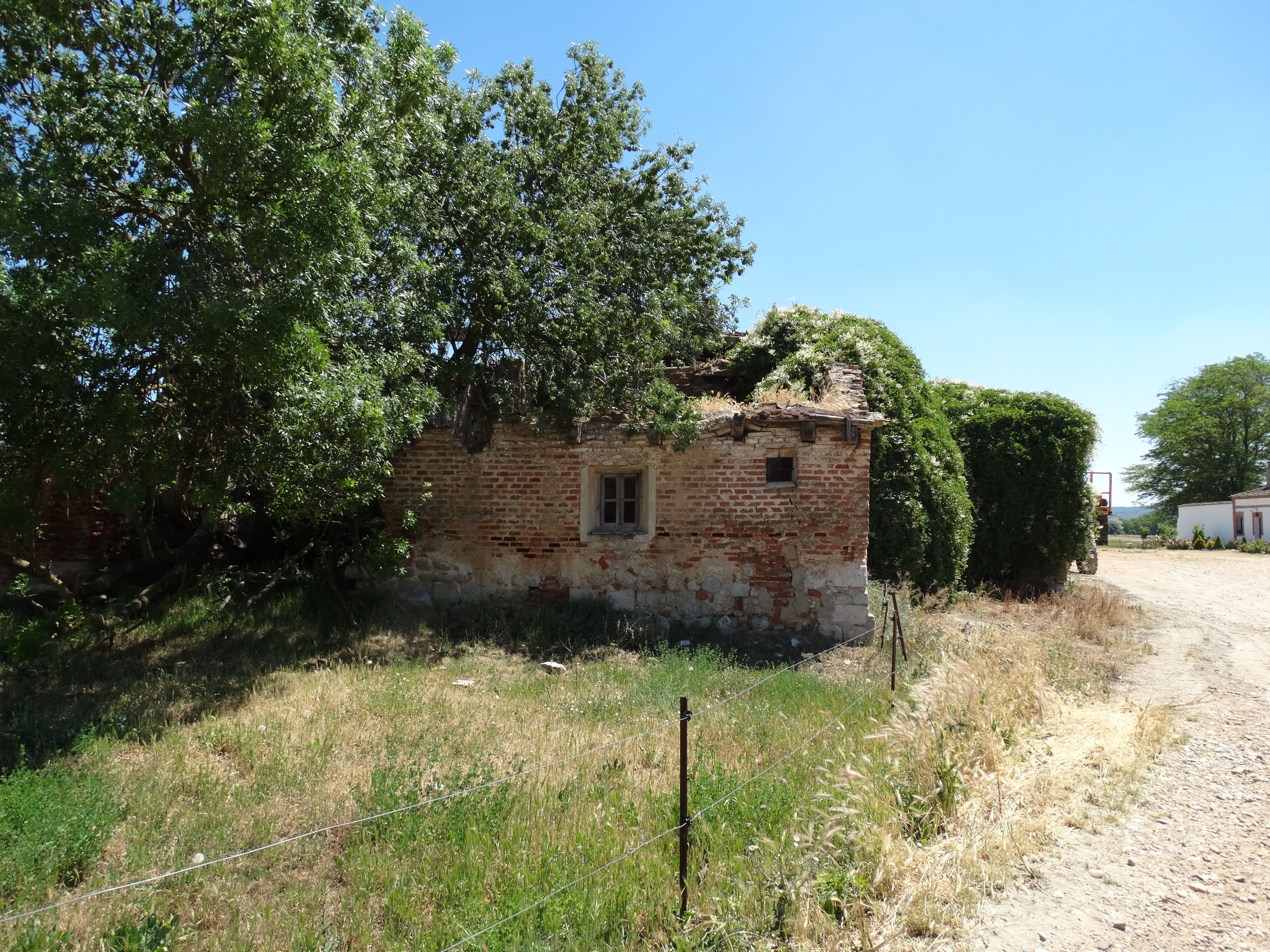
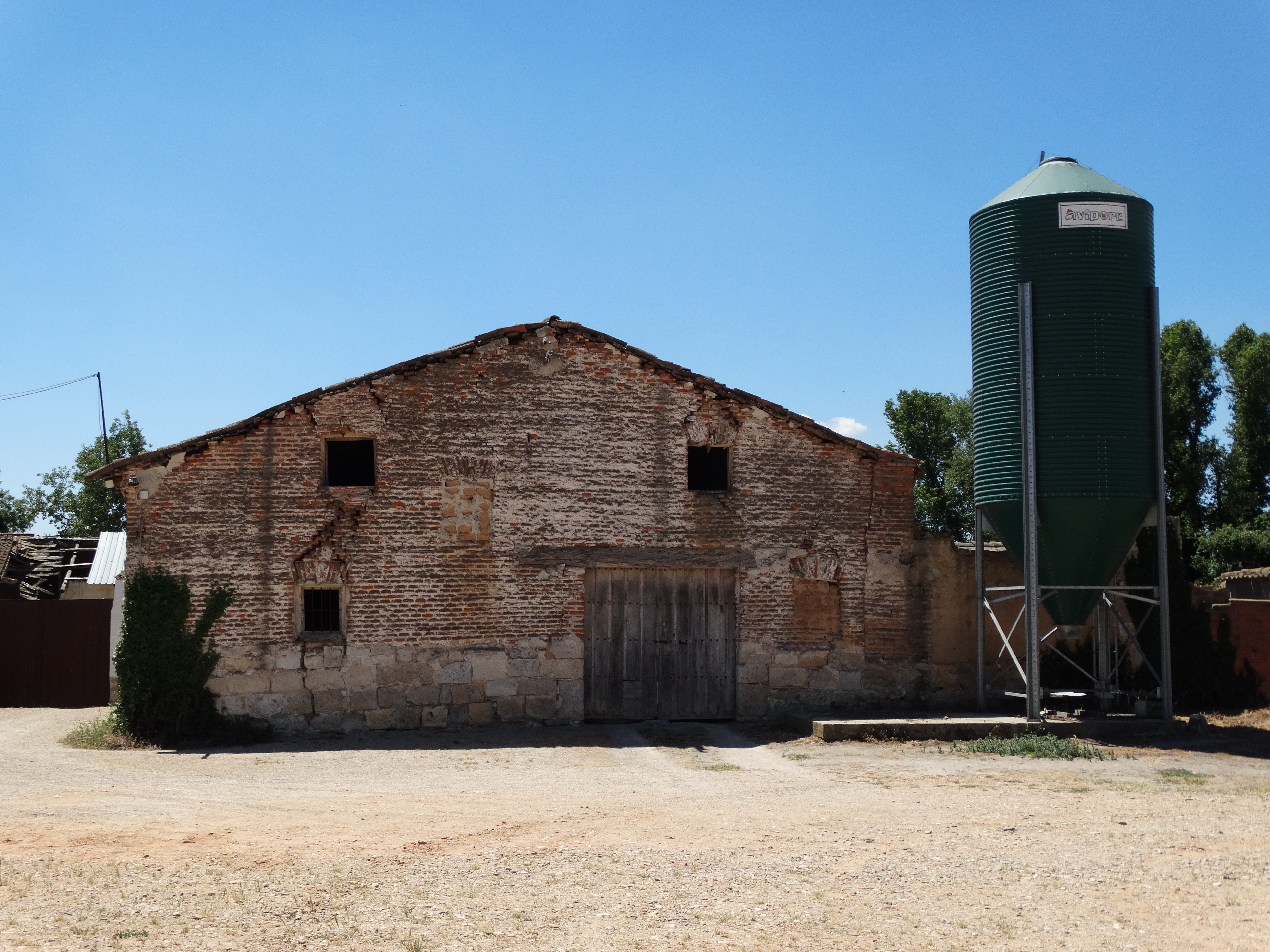
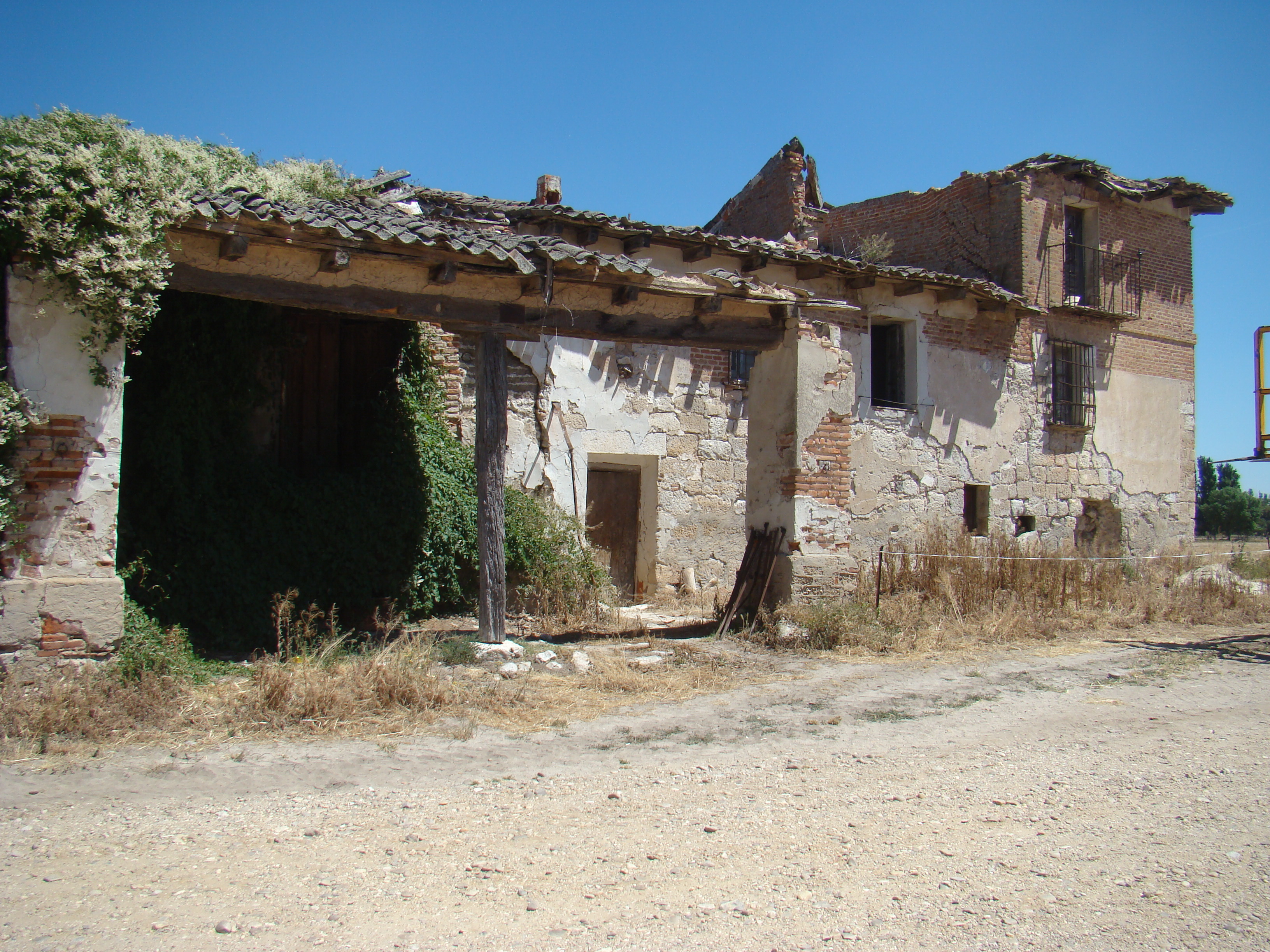

La iglesia

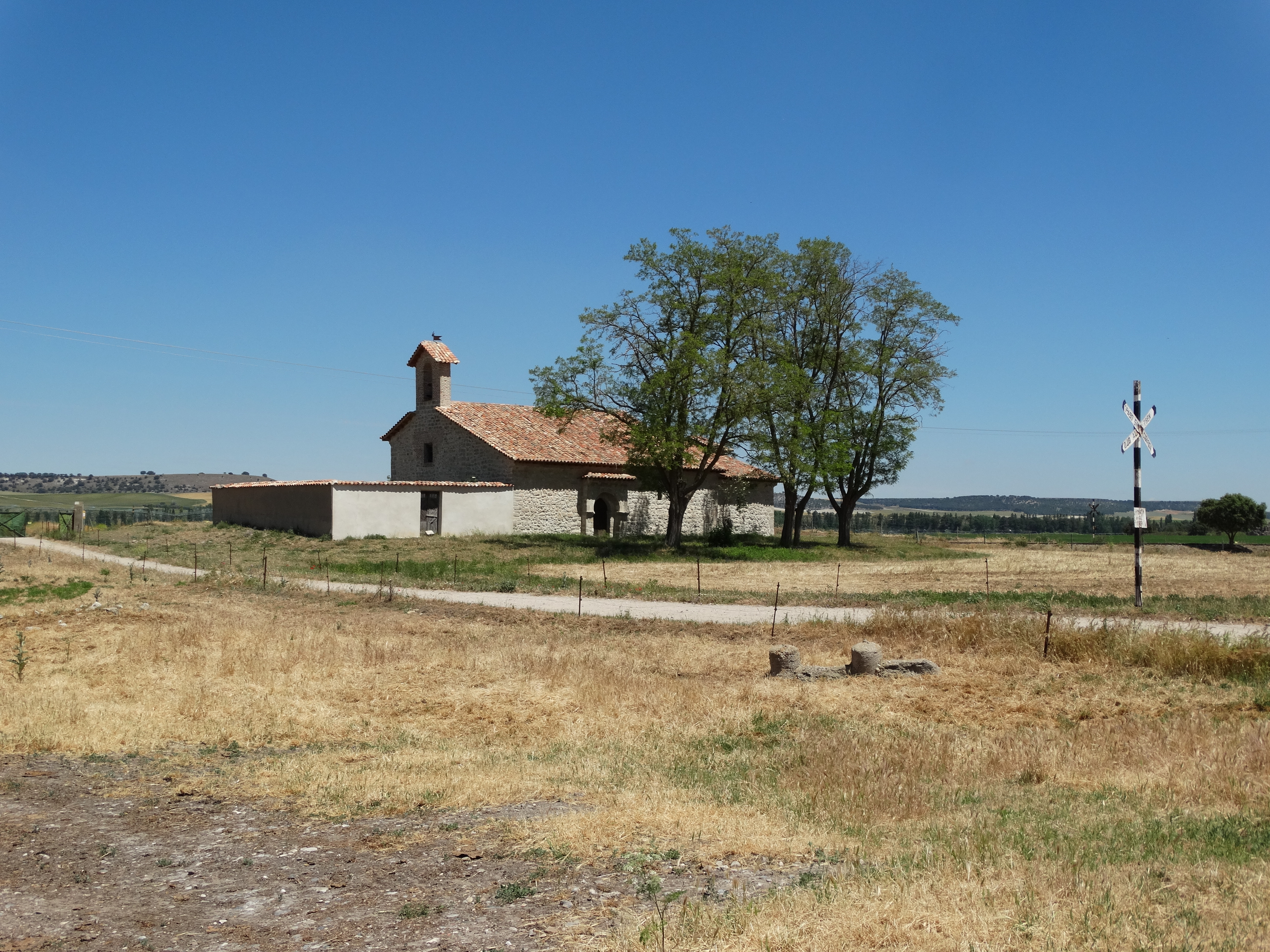
Iglesia románica de Santiago

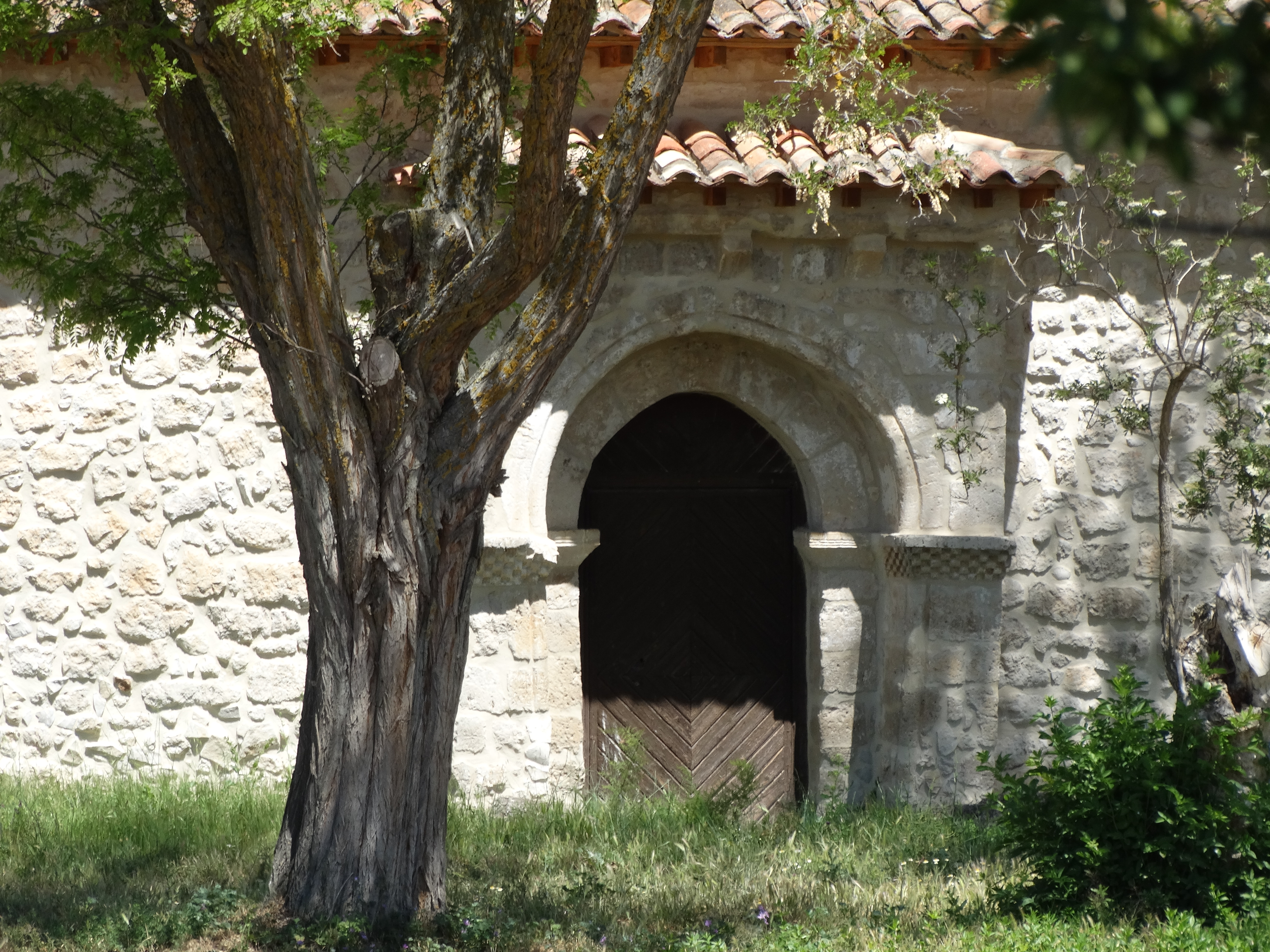
Portada románica

El edificio es la antigua iglesia del poblado consagrada a Santiago. Está considerada como obra tardía del románico de la segunda mitad del siglo XII a juzgar por algunos vestigios que lo testimonian, aunque muchos de ellos están escondidos bajo sucesivas reparaciones, algunas incluso de cemento. Su aparejo original es de mampostería con sillares que refuerzan las esquinas.
Tiene planta rectangular de una sola nave y cabecera cuadrada más estrecha que el cuerpo principal, más el añadido de una sacristía. Recibe la luz por medio de tres ventanas. La capilla mayor se cubre con bóveda de cañón y la nave se cubriría con techumbre de madera ya que no existen contrafuertes para recibir el empuje de bóvedas de piedra. En los libros de fábrica de la iglesia se describe una torre que en algún momento de su historia fue sustituida por una humilde espadaña de un solo hueco levantada sobre la fachada de los pies.

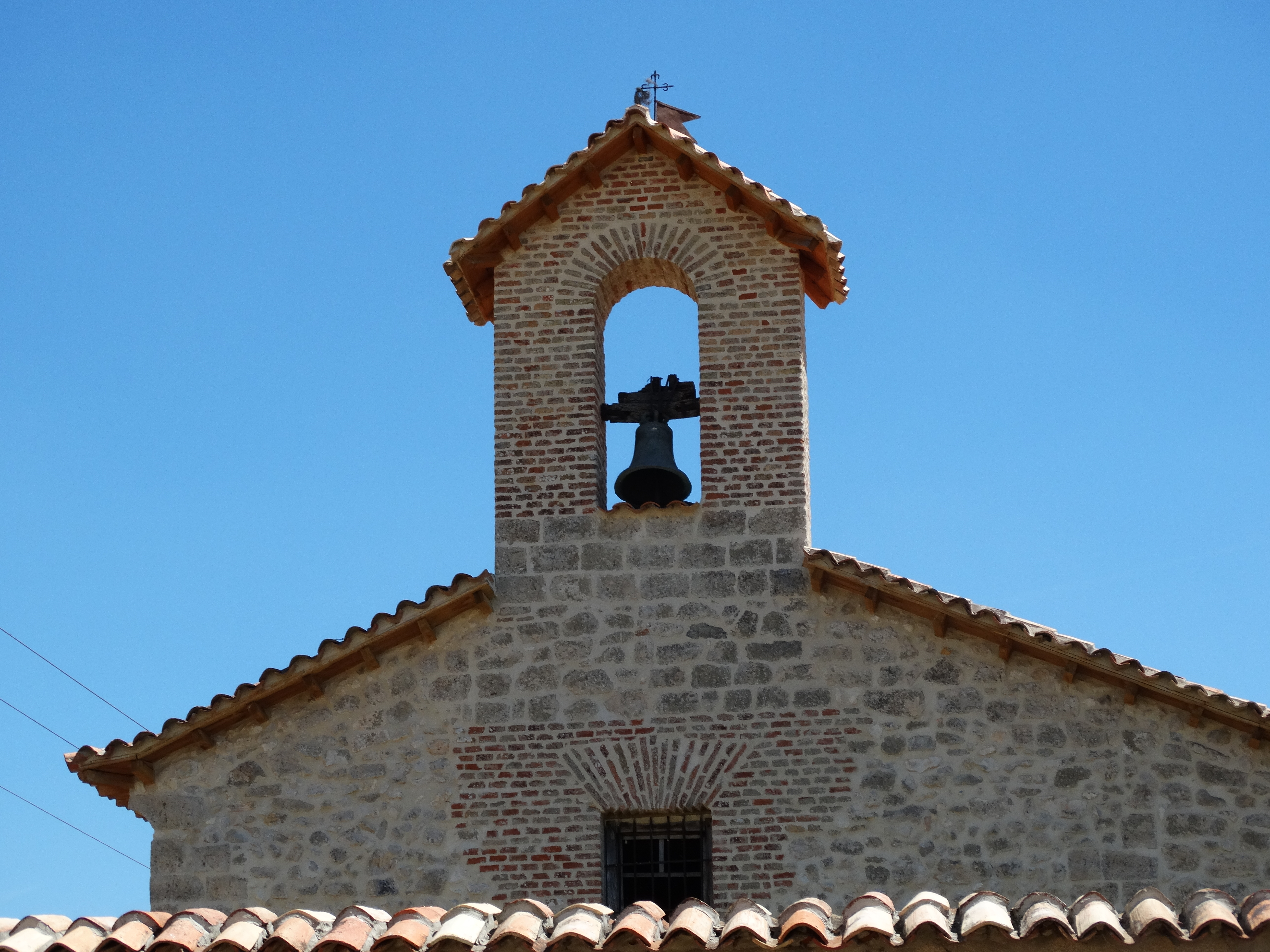
Espadaña en sustitución de la antigua torre.

La puerta de acceso está situada en la fachada sur; la portada avanza respecto al muro con un tejaroz que descansa sobre cinco canecillos simples. Presenta dos arquivoltas ligeramente apuntadas, una con moldura de baquetón y otra lisa. Las arquivoltas se apoyan sobre impostas ajedrezadas (las del exterior) y lisas (las del interior); a su vez dichas impostas descansan sobre jambas acodilladas.
En el interior se accede al presbiterio a través de un arco de medio punto que se apoya en columnas pareadas, con sus capiteles labrados con temas zoomorfos y vegetales; los cimacios tienen la misma decoración ajedrezada que la portada.
Tuvo en el lado de la Epístola una capilla donde se veneraba una Virgen con Niño y que después se utilizó como sacristía. El recinto es gótico con bóveda estrellada.
La iglesia contó con una gran cantidad de azulejos del siglo XVI, fabricados en Valladolid, predominando los colores azul y amarillo. Están distribuidos en el pavimento, en los zócalos y los frontales de altar; en el presbiterio se conservaron restos en el testero y en el suelo lo que hace sospechar que en algún momento estuvo todo recubierto. Los temas son diversos predominando las representaciones del santo patrón, Santiago Apóstol. Existía la cofradía de su nombre y otras dos llamadas de San Sebastián y de San Antón, todas unidas. También por el libro de fábrica se tiene conocimiento de la gran cantidad de imágenes y objetos de liturgia que tuvo la iglesia desde el siglo XV al XVIII.
La torre

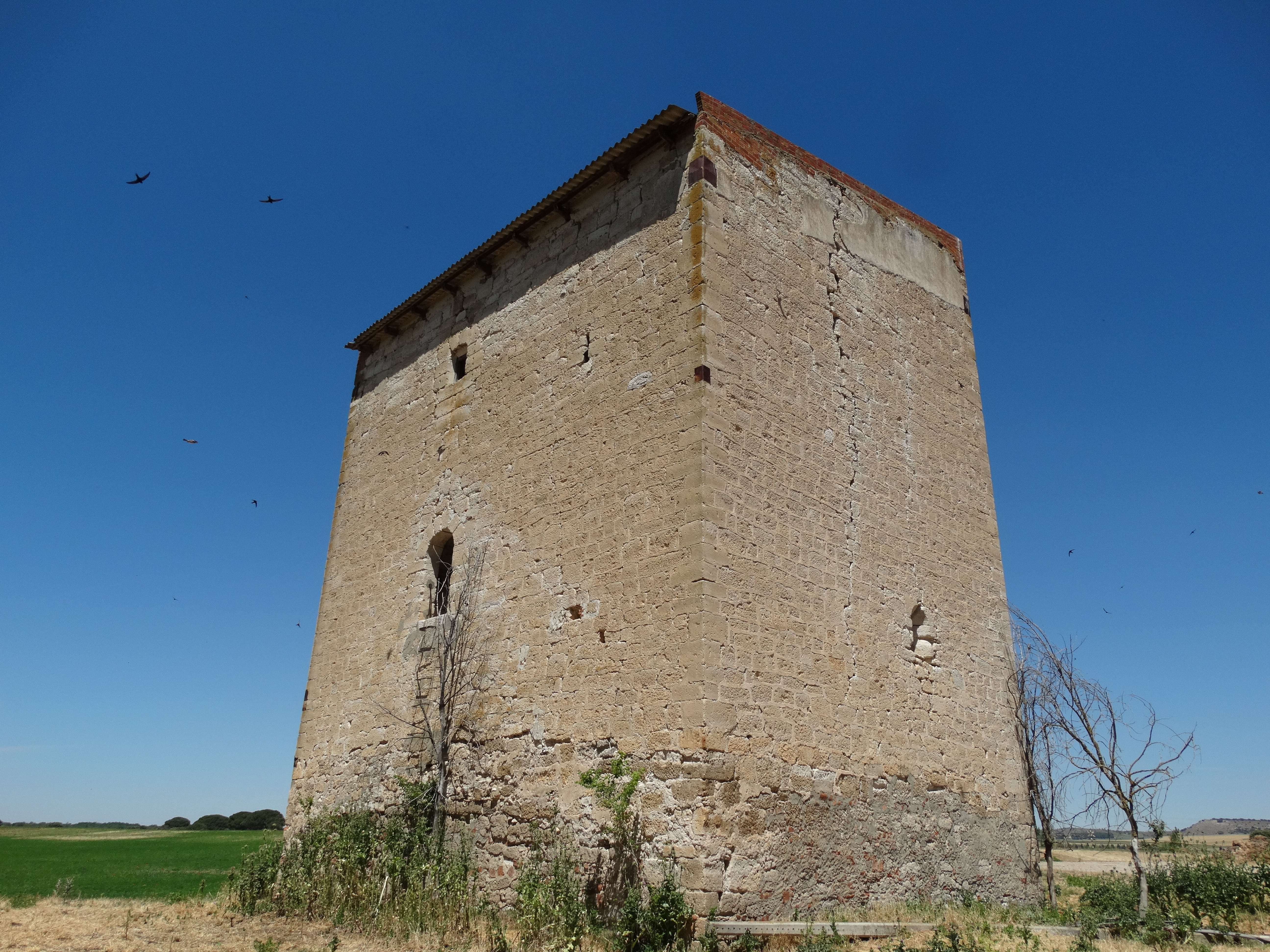
Vista de la torre

Es de planta cuadrada; carece de almenas que fueron sustituidas en alguna restauración por un simple tejado a una vertiente. No se trata de un castillo de guerra sino de una construcción cuyo destino era proteger los bienes de aquella comunidad agrícola, en especial el grano que se guardaba dentro. Hay tal escasez de huecos que hace pensar que el edificio no se utilizó nunca como vivienda palaciega.
En el lado norte se abrió una puerta a ras de suelo para hacer el acceso practicable. En esa misma pared se conserva la reja de la ventana. En el lado sur se abren dos ventanas, la de arriba con arco flamígero lo que indica una construcción del siglo XV. Pueden apreciarse todavía los agujeros donde estuvieron insertadas las rejas.

Detalles de la torre
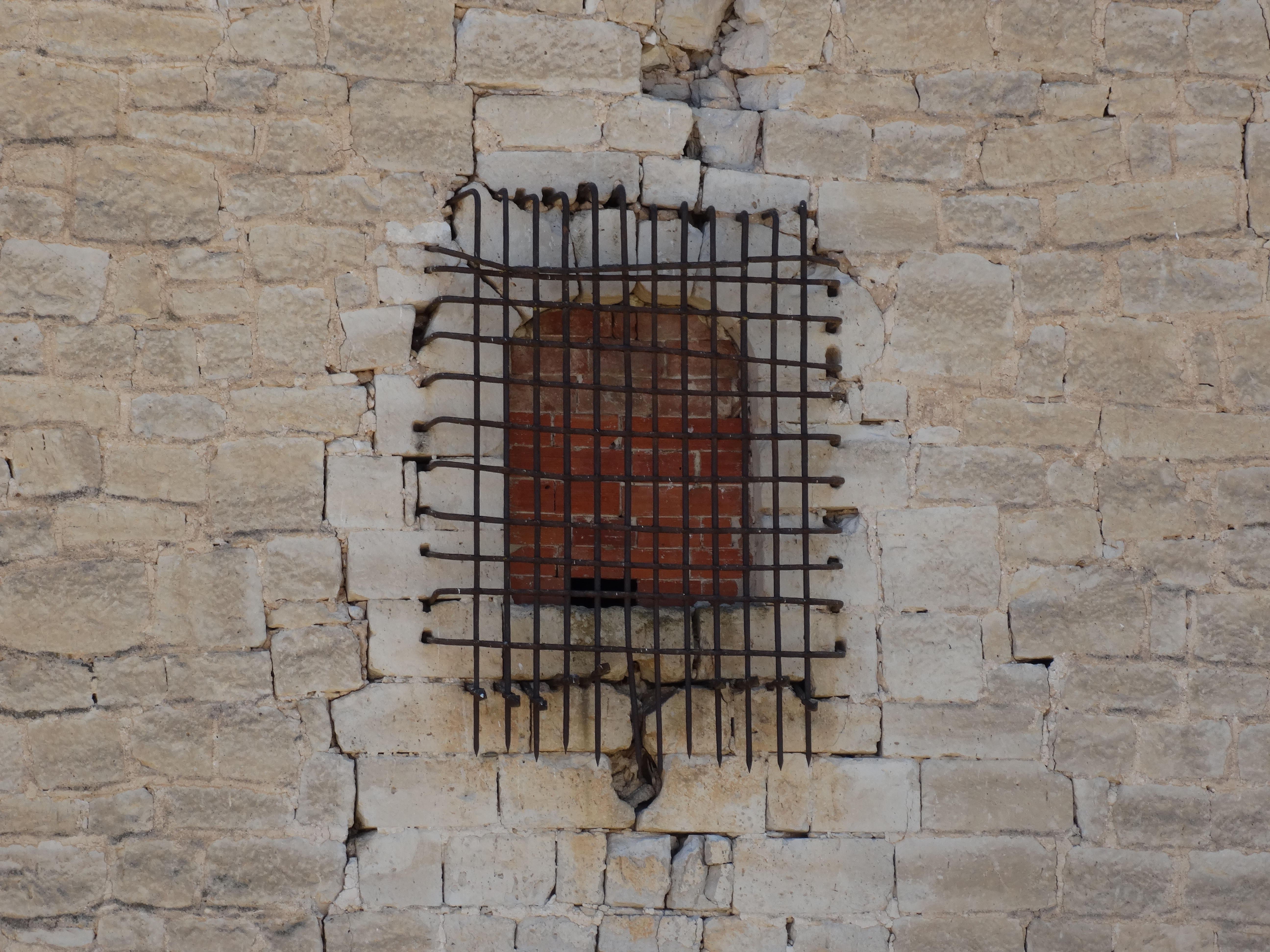
Ventana que conserva su original reja
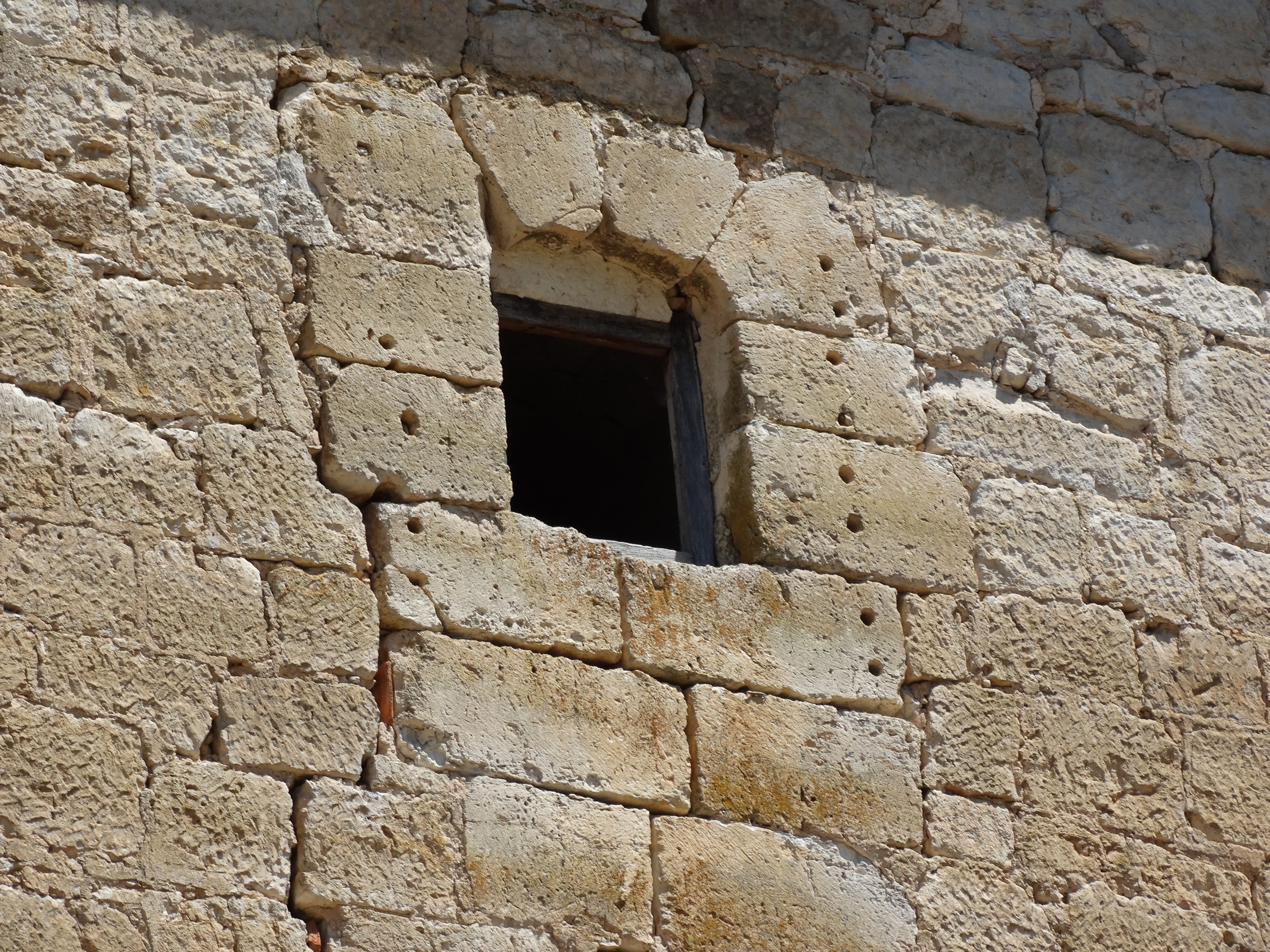
Ventana del siglo XV donde se ven los agujeros de la reja arrancada
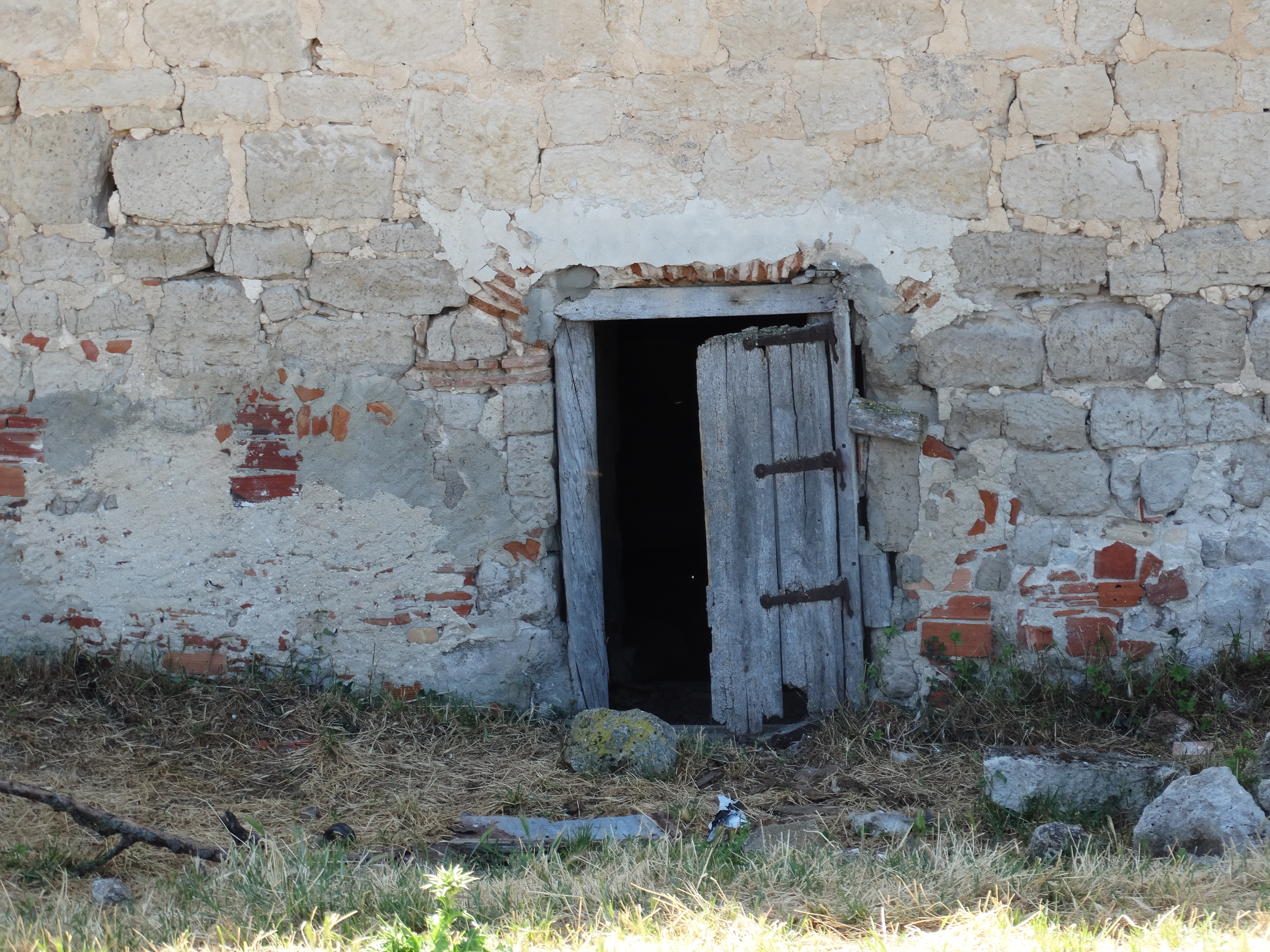
Puerta abierta rompiendo el muro para uso práctico